# 摩鹿加人
摩鹿加人，是印尼摩鹿加群島的原居民，在1950年後摩鹿加人成為摩鹿加群島所有居民的稱呼。人口約390萬人，主要分布在摩鹿加群島以及諸如巴布亞省、西帝汶、北蘇拉威西省、巴厘島和爪哇島其他周邊地區，少數生活在荷蘭。
摩鹿加群島最初的居民是美拉尼西亞人，但貿易和航海歷史悠久導致摩鹿加人高度混血。在公元前2000年南島民族來到當地開始與美拉尼西亞人融合，摩鹿加人中保留美拉尼西亞人的特點最多的是基伊族和阿魯族，由於殖民化和婚姻，華人、葡萄牙人和荷蘭人相繼來到並留下他們的血緣。

## 歷史
日本在第二次世界大戰佔領荷屬東印度群島後，荷蘭想恢復舊殖民狀況，但印尼人反對，在叛亂分子和蘇加諾的帶領下為獨立而鬥爭。在1945年和1949年重組的皇家荷蘭東印度陸軍是由荷蘭政府委託以維持秩序的軍隊，但因命令印尼人解除武裝引起衝突；摩鹿加職業軍人是這支軍隊的重要組成部分，摩鹿加社群就這樣被荷蘭視為盟友，反之亦然。荷蘭政府已經答應，他們因協助荷蘭可得到一個自治區；經過國際努力，荷蘭仍不能保住其殖民地，荷蘭政府再也不能保持其對摩鹿加人的承諾，摩鹿加人同時被印尼政府視為通敵者，不得不去荷蘭，被安置在難民營中。
荷蘭的摩鹿加人曾多次提請荷蘭政府注意他們在摩鹿加群島南部的一個自由共和國，即南摩鹿加共和國。其流亡政府位於荷蘭，曾為引起荷蘭政府注意而多次引起治安事件。

## 語言
摩鹿加人有超過100種不同的語言，但大多數屬南島語系下的中-東馬來-玻里尼西亞語、特別是中摩鹿加語。一個重要的例外是哈馬黑拉島及其周邊島嶼，那裡的大部分人口講西巴布亞語。

## 宗教
北摩鹿加人多是穆斯林，而中南部的摩鹿加人則多是基督徒。